# Лара Пълвър
Лара Пълвър е английска актриса. Тя е известна с ролите си на Ерин Уотс в сериала „Фантоми“ и Ирен Адлер в телевизионната адаптация на BBC „Шерлок“. Печели наградата „Оливие“ за най-добра поддържаща женска роля в мюзикъл в Уест Енд за възраждането на бродуейския мюзикъл „Циганка“.

## Детство
Пълвър е родена на 1 септември 1980 г. в Саутенд-он-Си, Есекс, Англия. Баща ѝ е от еврейско семейство. Родителите ѝ се развеждат когато Лара е на единадесет години.

## Кариера
Пълвър е номинирана за награда „Оливие“ през 2008 за най-добра актриса в мюзикъл за ролята на Люсил Франк.
През 2009 г. Лара Пълвър се присъединява към актьорския състав на сериала „Робин Худ“ на BBC, в ролята на Изабела сестрата на сър Гай от Гисбърн.
През 2010 г. Пълвър влиза в ролята на Суки Стакхаус в сериала „Истинска кръв“.
Пълвър играе ролята на Ирен Адлер в „Скандал в Белгравия“ от поредицата за Шерлок.
През 2012 г. тя се присъединява към актьорския състав на сериала „Демоните на Да Винчи“ в ролята на Кларис Орисини.

## Личен живот
През 2003 г. Пълвър се запознава с американския актьор Джош Далас, докато той е във Великобритания и учи в Академията за театрално изкуство в Маунтвю. Дваната сключват брак през 2007 г. На 2 декември 2011 г. Джош Далас потвърждава развода им.
През 2012 г. Пълвър започва връзка с актьора Раза Джафри, за който се жени през 2014 г.
През 2017 г. Лара ражда първото си дете, момче на име Озиас. На 2 септември 2020 г. актрисата съобщава в Туйтър че е бременна с второ дете.
|  | Тази страница частично или изцяло представлява превод на страницата Lara Pulver в Уикипедия на английски. Оригиналният текст, както и този превод, са защитени от Лиценза „Криейтив Комънс – Признание – Споделяне на споделеното“, а за съдържание, създадено преди юни 2009 година – от Лиценза за свободна документация на ГНУ. Прегледайте историята на редакциите на оригиналната страница, както и на преводната страница, за да видите списъка на съавторите. ВАЖНО: Този шаблон се отнася единствено до авторските права върху съдържанието на статията. Добавянето му не отменя изискването да се посочват конкретни източници на твърденията, които да бъдат благонадеждни. |